# František Kozel
František Kozel (* 16. března 1944 Náchod) je bývalý český politik, v 90. letech 20. století náměstek ministra školství, poslanec České národní rady a Poslanecké sněmovny za Občanské fórum, ODS a pak za Unii svobody.

## Biografie
Vystudoval Pedagogickou fakultu v Hradci Králové, pak obor pedagogika a psychologie na Filozofické fakultě Univerzity Karlovy v Praze. V letech 1966–1986 pracoval jako pedagog na základní škole v Hořicích, v letech 1986–1987 učil na Středním odborném učilišti v Nové Pace. Potom v období let 1987–1990 působil jako vědecký pracovník Pedagogické fakulty Univerzity Karlovy v Praze.
V červenci 1990 byl jmenován poradcem českého ministra školství a v srpnu 1990 se stal náměstkem ministra školství pro základní a střední školství. Ve volbách v roce 1990 byl zvolen do České národní rady za Občanské fórum. Mandát obhájil ve volbách v roce 1992, nyní za ODS (volební obvod Východočeský kraj). Předsedal výboru pro vědu, vzdělání, kulturu, mládež a tělovýchovu a byl členem předsednictva ČNR.
Od vzniku samostatné České republiky v lednu 1993 byla ČNR transformována na Poslaneckou sněmovnu Parlamentu České republiky. Kandidoval znovu ve volbách v roce 1996, ale nebyl zvolen. Po volebním neúspěchu oznámil, že bude čerpat osm týdnů dovolené a pak se rozhodne o případné další kariéře. Nebyl schopen říct, zda bude na podzim 1996 kandidovat do senátu. Podotkl, že formálně je nadále zaměstnancem ministerstva školství. Následně ho ministr školství Ivan Pilip jmenoval do funkce vedoucího skupiny středního odborného, učňovského a vyššího odborného školství na ministerstvu školství. A v březnu 1997 ho Ivan Pilip jmenoval náměstkem ministra školství. I do sněmovny ovšem nakonec nastoupil, jako náhradník v červnu 1997 (poté, co na mandát rezignoval Ivan Pilip). Původně sice návrat do sněmovny vyloučil z důvodů plného vytížení funkcí náměstka, ale pak své rozhodnutí změnil. V prosinci 1997 se vzdal funkce náměstka ministra školství kvůli nové úpravě zákona o střetu zájmů (kombinace poslanecké funkce s podstem náměstka). Nadále ale působil jako poradce ministra pro regionální školství. Od ledna 1998 přešel do poslaneckého klubu nově utvořené Unie svobody.
V období po roce 2002 působil jako náměstek vicepremiéra za Unii svobody Petra Mareše. V roce 2004 se stal aktérem aféry, při níž byl podezřelý z ovlivňování vyšetřování kauzy konkurzního soudce Jiřího Berky. Policie u něj provedla domovní prohlídku s dokumenty souvisejícími s kauzou (Kozlův zeť, konkurzní správce Petr Tuhý, byl zapleten do kauzy). Kozel tvrdil, že nalezené počítačové diskety nebyly jeho. Nebyl ale obviněn. Počátkem roku 2006 působil Kozel na postu ředitele odboru vládní a parlamentní agendy na ministerstvu spravedlnosti. Své spojení s kauzou znovu odmítl v roce 2006 poté, co Česká televize informovala o odposleších mezi Tuhým a údajným organizátorem kauzy konkurzního soudce Berky Vladislavem Větrovcem. Z funkce ministerského úředníka na ministerstvu spravedlnosti ho propustil v září 2006 po svém nástupu nový šéf rezortu Jiří Pospíšil.
Angažoval se i v místní politice. Na přelomu let 1994-1995 podal stížnost na několik majetkových rozhodnutí městské rady v domovských Hořicích. Ve většině jeho námitek mu později dal okresní úřad za pravdu. V té době byl předsedou ODS v Hořicích. Za ODS zde kandidoval do zastupitelstva v mimořádných komunálních volbách v roce 1995 (ovšem jen symbolicky, na posledním místě kandidátní listiny občanských demokratů). V komunálních volbách roku 1998 kandidoval neúspěšně za Unii svobody do zastupitelstva města Hořice. Profesně se uvádí jako poradce ministra. V Hořicích rovněž v 90. letech inicioval recesistickou akci instalace největšího českého trpaslíka, kterým měla být několikametrová socha. Ta byla nakonec odhalena až roku 2006.